# Franz Meier (Pfarrer)
Franz Meier (* 16. Oktober 1688 in Chur; † 27. August 1752 ebenda) war ein reformierter Schweizer Geistlicher.

## Leben
Franz Meiser wurde in Chur im Kanton Graubünden am 16. Oktober des Jahres 1688 als Sohn des Pfarrers Christian Meier geboren. Nachdem er auf dem Collegium philosophicum vorgebildet wurde, besuchte er 1704 die Universität Basel zu einem vierjährigen Studium der Theologie und der Philosophie. Als er am 25. Juni 1709 in Ilanz in die evangelisch-rätische Synode aufgenommen wurde, erlaubte man ihm somit, im Kanton als Pfarrer tätig zu sein. Noch in diesem Jahr übernahm er die Pfarrstelle in Felsberg, an der vormals sein Vater tätig war. Schon zwei Jahre danach, 1711, kehrte er nach Chur zurück, und wurde dort Freiprediger und als solcher ebenfalls Nachfolger seines Vaters. Seit 1722 war er zusätzlich als Lehrer am Collegium philosophicum tätig. Sechs Jahre danach übernahm er die Pfarrstelle an der Regulakirche und wechselte 1742 sowohl als Pfarrer wie auch als Antistes an die Martinskirche. Am 27. August 1752 verstarb er im Alter von 63 Jahren in Chur.
Wegen seiner Pfarrtätigkeit erlangte Meier bei den Gemeindemitgliedern Beliebtheit, hat jedoch keine Werke hinterlassen.